# 齐奥塞斯库夫妇审判及处决
对齐奥塞斯库夫妇的审判于1989年12月25日由特别军事法庭进行，该法庭是应新設組織“救国阵线”要求而专门设立的战地法庭。审判结果事先已经敲定，在这场“作秀公审”中，前罗马尼亚共产党中央委员会总书记、罗马尼亚社会主义共和国总统尼古拉·齐奥塞斯库及其妻，罗马尼亚社会主义共和国部长会议副主席埃琳娜·齐奥塞斯库被认定罪名成立，判处死刑。 
对齐奥塞斯库夫妇的指控主要是种族灭绝——即在蒂米什瓦拉革命期间“谋杀六万余人”（其他消息来源认为死亡人数在689至1200人之间）。尽管如此，这些指控并不影响审判。斯坦库勒斯库将军派遣一支从特種部隊中甄选的伞兵队来充当行刑队。开庭前夕，施泰库列斯库已经指定了刑场：军营广场墙的一侧。
尼古拉·齐奥塞斯库拒绝承认该法庭的合法性，称其缺乏宪法依据，并声称革命是苏联阴谋的一部分。

## 逮捕
1989年12月22日，在罗马尼亚革命期间，尼古拉·齐奥塞斯库和妻子埃列娜·齐奥塞斯库乘坐直升飞机离开布加勒斯特的罗马尼亚共产党中央委员会大楼，逃往斯纳戈夫，不久之后他们又辗转到皮特什蒂。直升机飞行员声称受到防空火力的威脅，因此将直升机降到加埃什蒂附近的布加勒斯特-特尔戈维什特公路上。德克驾驶的汽车被他们拦下，将他们带到了沃克雷什蒂鄉，然后他通知地方当局齐奥塞斯库将前往特爾戈維什特。齐奥塞斯库又拦下一辆车，并告诉司机佩特里绍尔开车去特爾戈維什特。在旅途中，齐奥塞斯库在汽车收音机上听到了由革命者控制的国营媒体传达的革命消息，齐奥塞斯库因此愤怒地谴责革命是一场政變。佩特里绍尔将这对夫妇带到了特爾戈維什特附近的一个农业中心，他们被锁在办公室里，后来遭当地驻军逮捕。

## 设立法庭
新政府从陆军部队指挥官凯梅尼奇将军那里听到他们被捕的消息後，开始讨论如何處置齐奥塞斯库。斯坦库勒斯库和沃伊库莱斯库一样，是齐奥塞斯库在卷入革命之前任命的最后一位国防部长，他希望让齐奥塞斯库立即伏法。罗马尼亚临时总统伊利埃斯库支持先进行审判。
1989年12月24日晚，斯坦库列斯库向凯梅尼奇发送了“诉诸方法”（即对齐奥塞斯库的死刑判决）的密码。一个由十名军事法官组成的法院成立，负责审理此案。
《独立报》将这次审判描述为“最多只能算是一场极其糟糕的即决审判，最坏的情况是袋鼠法庭”。

## 指控
《罗马尼亚政府公报》在齐奥塞斯库夫妇被执行死刑的第二天公布了对他们的指控：
- 种族灭绝 ——受害者逾六万人
- 通过组织针对人民和国家权力的武装行动，意图颠覆国家政权
- 通过破坏和损坏建筑物，城市爆炸案等破坏公共财产
- 破坏国民经济
- 在外国银行存款十亿美元，意图叛逃境外（后经调查，该指控并不属实）[13]

## 辩护律师
庭审当天上午，著名律师特奥多雷斯库正在与家人共进圣诞早餐时，伊利埃斯库电告他已被救国阵线指定为齐奥塞斯库的辩护律师。他回答说，这将是“一个有趣的挑战”。当时特奥多雷斯库第一次见到这对夫妇是在塔尔戈维斯特的所谓“法庭”，当时他只有十分钟的时间与被辩护对象协商。准备辩护的时间如此之少，他试图向二人解释他们逃脱死刑的最大希望就是为他作精神障碍辩护。但齐奥塞斯库斯未有理会。据特奥多雷斯库的说法，“当（他）提出这个建议时，埃琳娜特别表示这是一个令人发指的决定。他们感到自己受到深深的侮辱……在那之后他们拒绝了（他的）辩护方案。”

## 审判
对尼古拉和埃琳娜的审判只持续了大约一个小时。齐奥塞斯库为自己辩护，辩称法庭违反《1965年罗马尼亚宪法》，只有大国民议会有权罢免他。他辩称革命“是苏联发动的政变”。
尼古拉和埃琳娜被认定所有指控成立，判处死刑，这犹如一场作秀公审。有一次，他们被强行指派的律师放弃辩护权并加入检察官行列，指责他们犯下的罪行足以被判处死刑，而不是为他们辩护。他们没有为对齐奥塞斯库的指控提供证据，而仅仅是通过犯罪名称或传闻来确定——例如公诉方的认知或新闻报道中的犯罪指控。各种违规行为在审判中被发现，或是在判决结果出炉后浮出水面：
- 审判在未经刑事偵查的情况下立即进行[20]。
- 嫌疑人未经法律所规定的必要的精神检查[20]。
- 嫌疑人无法选择自己的律师[20]。
- 种族灭绝的指控从未得到证实——但齐奥塞斯库的四名高级助手后来在1990年承认参与了种族灭绝[3]。Pro TV表示，在1989年12月22日（齐奥塞斯库政府在这天垮台）之后，有860人死亡[21][22]。而另一个来源认为在1989年12月17日至22日间合计有306人死亡[23]。
- 法院没有尝试搜集和证明真相[20]。公诉方也没有向法院提交证据文件[24]。
- 齐奥塞斯库被控在外国銀行帳戶中存款高达10亿美元。但从未发现齐奥塞斯库名下有此类帐户[18][19]。
- 尼古拉·齐奥塞斯库公开否认法庭的合法性。齐奥塞斯库斯的一位律師在行刑前表示，由于两人拒绝承认法庭，因此没有任何对判决提出上诉的合法途径[18][19]。
- 判决结果没有禁止二人向上訴法院提请上訴。但齐奥塞斯库判决后几分钟即被处决，使该条款没有实际意义[18][19][20]。
- 法律未授权伊利埃斯库签署组织特别法院的法令。而这条法令是在羅馬尼亞國防部的厕所里手写的[25]。
- 羅馬尼亞法律禁止在有罪判决生效的十天内执行死刑，给予被告人律师提出上诉的时间[1]。齐奥塞斯库被处决后，罗马尼亚就废除了死刑[26]。
- 政变领导人称“为阻止恐怖分子攻击新政府，处决齐奥塞斯库为必要之举”。但羅馬尼亞并未发现任何活跃的恐怖分子或恐怖组织[27]。对“反人类罪”起诉的新见解声称“新政权通过转移注意力的行动精心策划了‘恐怖主义精神病’”[28]。
- 伊利埃斯库最初并不希望立即执行死刑，而是倾向于在几周后进行正式审判[29]。斯坦库勒斯库将军坚持要求立即处决这对夫妇，以取得罗马尼亚军队对救国阵线的支持[1]。经过几个小时的辩论后，伊利埃斯库同意了斯坦库列斯库的意见，并签署了组织法院的法令[1]。

## 执行
齐奥塞斯库的死刑于当地时间1989年12月25日下午四时在布加勒斯特郊外的一个军事基地执行。行刑队是从某伞兵团挑选出来的，他们分别是：博埃鲁上尉、奥克塔维安中士和西兰，据报道还有数百人自愿报名。行刑前，尼古拉·齐奥塞斯库宣称：“我们要被枪决，本不需要演这出戏的！”死刑执行前，齐奥塞斯库夫妇的双手被四名士兵用一团粗绳绑住。流行历史作家蒙蒂菲奥里称，在行刑前，埃琳娜高呼：“你们这些王八蛋！”在被引到外面并靠墙等待行刑时，尼古拉·齐奥塞斯库高唱《国际歌》。
两人一靠墙，行刑队就立即将二人枪决。由于执行死刑太快，以至于被分配到审判和死刑判决的电视台工作人员无法将处决画面完整记录；只拍了最后一轮镜头。2014年，退役上尉博埃鲁对《衛報》的记者表示，他认为自己枪决齐奥塞斯库只用了步枪，因为在行刑队的三名軍人中，只有他一个人知道如何将卡拉什尼科夫步槍切换到全自动射击模式，并且至少有一名隊員犹豫了几秒钟。 1990年，救国阵线的一名成员称在这对夫妇的尸体上发现了120颗子弹。
1989年，时任罗马尼亚总理罗曼告诉法国电视台，由于有传言说效忠者会试图营救二人，所以死刑立即执行。

## 下葬
齐奥塞斯库斯的遗体于1989年12月30日被空运到布加勒斯特，并在五天后埋葬在根恰公墓。尸体在2010年被挖掘出来进行鉴定并重新埋葬。之后，他的老年支持者成群结队地前往坟墓上献花（其中有很多人为退休金领取者）。而在1月26日——即尼古拉·齐奥塞斯库的生日，来献花的人比平时更多。

## 图片发布
仓促的审判和齐奥塞斯库的遗体图片被留存，并在翌日迅速出现在许多西方国家的媒体中。
当天稍晚，图片於罗马尼亚电视上公播。

## 反应
2009年，齐奥塞斯库之长子瓦伦丁辩称，革命军在12月22日逮捕他的父母时应该立即击毙他们，而无需审判。在对此事发表含糊评论后，伊利埃斯库表示他当时的言行“非常可耻，但有确必要”。同样，斯坦库列斯库在2009年对BBC表示，审判“不仅仅是一场审判，而且还确有必要”，因为另一种选择是看到尼古拉在布加勒斯特街头被施以私刑。 
由于审判并非透明，一些国家在齐奥塞斯库被处决后批评了罗马尼亚的新统治者。美国对该审判表示“我们很遗憾审判没有以公开和透明的方式进行。”

## 后续
2018年12月，伊利埃斯库、前副总理沃伊列斯库、前罗马尼亚空军司令罗斯和前救国阵线委员会成员杜米特雷斯库因在罗马尼亚革命期间发生的死亡事件被罗马尼亚军事检察院以危害人类罪起诉，指控中提及的罪行大部分发生在齐奥塞斯库被推翻之后。起诉书还提到“在一番作秀公审后”对齐奥塞斯库斯的判决结果和处决。该案的调查工作早在2009年就已经结束，但欧洲人权法院的审判直到2016年才重新开始。1990年3月1日，主持审判并晋升为将军的波帕上校被发现在办公室死亡，死因被认定为自杀，在罗马尼亚于1990年1月7日废除死刑之前，齐奥塞斯库是罗马尼亚最后一个被处决的人。